# Учредительное собрание
Учредительное собрание (фр. Assemblée constituante) — парламент, созванный для принятия конституции
- Учредительное собрание (1789—1791) — с 9 июля 1789 года название Генеральных штатов Франции, созванных 24 января 1789 года;
- Национальное собрание Венгрии (1920) — парламент Венгрии в 1920 году, избранный 25—26 ноября 1920 года и восстановивший монархию в стране;
- Национальное собрание Венгрии (1945—1946) — парламент Венгрии, избранный 4 ноября 1945 года и принявший 31 января 1946 года «Закон I», отменивший монархию и установивший республику;
- Учредительное собрание Вольного города Данциг — парламент Вольного города Данцига, избранный 9 марта 1919 года и принявший его конституцию 18 мая 1920 года;
- Учредительное собрание Грузии — парламент Грузии, избранный 14—16 февраля 1919 года и принявший Конституцию Грузии 1921 года;
- Национальное учредительное собрание Дании — парламент Дании, избранный в 1848 г. и принявший Конституцию 1849 года;
- Учредительное собрание Италии — парламент Италии, избранный 2 июня 1946 года и принявший 22 декабря 1947 года конституцию Италии 1947 года.
- Учредительный сейм Литвы — парламент Литвы, избранный в 1920 году и принявший Конституцию 1922 года;
- Учредительное собрание Латвии — парламент Латвии, избранный 17—18 апреля 1920 года и принявший Конституцию Латвии 1922 года.
- Учредительное собрание Эстонии — парламент Эстонии, избранный в 5—7 апреля 1919 года и принявший конституцию Эстонии 1920 года.
- Учредительное собрание Дальнего Востока — парламент Дальневосточной республики, избранный 9—11 января 1921 года и 27 апреля того же года принявшее Конституцию Дальневосточной Республики.
- Немецкое национальное собрание — парламент Германии, избранный 16 февраля 1919 года и принявший конституцию Германии 1919 года.
- Национальное учредительное собрание Австрии — парламент Австрии, избранный 19 января 1919 года и принявший конституцию Австрии.
- Всероссийское учредительное собрание — парламент России, избранный 12 ноября 1917 года и распущенный ВЦИК советов рабочих и солдатских депутатов 6 января 1918 года.
- Украинское учредительное собрание — парламент Украинской народной республики, частично избранный в 1918 году
- Конституционное собрание — парламент Российской Федерации, который должен созываться при необходимости пересмотра глав 1, 2 и 9 Конституции Российской Федерации
- Национальное собрание Норвегии — парламент Норвегии, принявший её Конституцию;
- Законодательный сейм Польши (1919—1922) — парламент Польши, избранный 29 января 1919 года и принявший 17 марта 1921 года Конституцию 1921 года;
- Законодательный сейм Польши (1947—1952) — парламент Польши, избранный 17 января 1947 года и принявший 22 июля 1952 года Конституцию 1952 года;
- Учредительное собрание Франции (1848) — парламент Франции, избранный 23—24 апреля 1848 года и принявший 4 ноября 1948 года Конституцию Франции 1848 года;
- Учредительное собрание Франции (1945) — парламент Франции, избранный 21 октября 1945 года и составивший проект Конституции Франции отклонённый в том же году на референдуме;
- Учредительное собрание Франции (1946) — парламент Франции, избранный 2 июня 1946 года и составивший Конституцию Франции 1946 года принятую 27 октября 1946 года;
- Национальное учредительное собрание Чехословакии — парламент Чехословакии, избранный 26 мая 1946 года и принявший 9 мая 1948 года Конституцию Чехословакии 1948 года;
- Великое национальное учредительное собрание — парламент Югославии, принявший конституцию 1888 года;
- Национальное учредительное собрание Югославии — парламент Югославии, избранный 28 ноября 1920 года и принявший Видовданскую конституцию;
- Учредительное собрание Югославии — парламент Югославии, созванный 29 ноября 1945 года и принявший Конституцию 1946 года.